# Otrovca
Otrovca (nemško Otrouza) je naselje v Občini Borovlje v Okraju Celovec-dežela na Koroškem v Avstriji.